# SabadellUrquijo
SabadellUrquijo Banca Privada es la marca con la que opera Banco Sabadell en el sector de rentas altas y grandes patrimonios. Se centra en el asesoramiento patrimonial de particulares e instituciones.

## Historia
En abril de 2006, Banco Sabadell llegó a un acuerdo con el grupo belga KBC Group para la compra del 99,74% del capital social de Banco Urquijo. La operación de compraventa estuvo valorada en 760 millones de euros. En julio de 2006, se hizo efectiva dicha compra.
El 15 de diciembre de 2006, se produjo la baja de la entidad en el Registro Oficial de Entidades del Banco de España debido a la fusión por absorción de Banco Urquijo por parte de Banco Sabadell.
El 19 de febrero de 2007, Sabadell Banca Privada, S.A. cambió su denominación por la de Banco Urquijo Sabadell Banca Privada, S.A.
En febrero de 2012, el consejo de administración de Banco Sabadell acordó la fusión por absorción por parte de Banco de Sabadell, S.A. de la entidad Banco Urquijo Sabadell Banca Privada, S.A. que, a pesar de ser propiedad al 100% de Banco Sabadell, todavía constaba como entidad independiente y tenía su propio consejo de administración.